# Władimir Putin atyndagy czoku
Władimir Putin atyndagy czoku (kirg. Владимир Путин атындагы чоку; ros. Пик Владимира Путина, Pik Władimira Putina) – góra w obwodzie czujskim w Kirgistanie, w Tienszanie, w paśmie Gór Kirgiskich, o wysokości 4446,2 m n.p.m., nazwana na cześć prezydenta Rosji Władimira Putina.
Projekt ustawy dotyczącej nazwania góry imieniem Putina zatwierdził w grudniu 2010 roku ówczesny premier Kirgistanu, Ałmazbek Atambajew. W lutym 2011 kirgiski parlament zatwierdził ten projekt, a nazwa weszła w życie w marcu tegoż roku.
W Kirgistanie znajduje się również szczyt imienia Borysa Jelcyna, który otrzymał nazwę w 2002 roku.